# بنو (طسوج)
بنو (بالفارسية: بنو) هي قرية تقع في إيران في Tasuj Rural District.